# 8 Horas de Baréin

Logotipo de 8 Horas de Baréin.

Las 8 Horas de Baréin, anteriormente 6 Horas de Baréin, es una carrera de autos deportivos que se celebra en el Circuito Internacional de Baréin en Sakhir, Baréin. Se creó para el Campeonato Mundial de Resistencia de la FIA y se celebró por primera vez el 29 de septiembre de 2012 como la sexta ronda del Campeonato Mundial de Resistencia 2012. La creación de la carrera llevó a la controversia, pues la fecha para la carrera inaugural chocó con la edición 2012 de la carrera de Petit Le Mans.

## Resultados
| Año     | Pilotos                                            | Automóvil               | Escudería             | Campeonato                                  |
| 6 Horas | 6 Horas                                            | 6 Horas                 | 6 Horas               | 6 Horas                                     |
| ------- | -------------------------------------------------- | ----------------------- | --------------------- | ------------------------------------------- |
| 2012    | Marcel Fässler Benoît Tréluyer André Lotterer      | Audi R18 e-tron quattro | Audi Sport Team Joest | Campeonato Mundial de Resistencia de la FIA |
| 2013    | Sébastien Buemi Stéphane Sarrazin Anthony Davidson | Toyota TS030 Hybrid     | Toyota Racing         | Campeonato Mundial de Resistencia de la FIA |
| 2014    | Alexander Wurz Stéphane Sarrazin Mike Conway       | Toyota TS040 Hybrid     | Toyota Racing         | Campeonato Mundial de Resistencia de la FIA |
| 2015    | Marc Lieb Romain Dumas Neel Jani                   | Porsche 919 Hybrid      | Porsche Team          | Campeonato Mundial de Resistencia de la FIA |
| 2016    | Oliver Jarvis Lucas di Grassi Loïc Duval           | Audi R18 e-tron quattro | Audi Sport Team Joest | Campeonato Mundial de Resistencia de la FIA |
| 2017    | Anthony Davidson Sébastien Buemi Kazuki Nakajima   | Toyota TS050 Hybrid     | Toyota Gazoo Racing   | Campeonato Mundial de Resistencia de la FIA |
| 2021    | Mike Conway Kamui Kobayashi José María López       | Toyota GR010 Hybrid     | Toyota Gazoo Racing   | Campeonato Mundial de Resistencia de la FIA |
| 8 Horas |                                                    |                         |                       |                                             |
| 2019    | Mike Conway Kamui Kobayashi José María López       | Toyota TS050 Hybrid     | Toyota Gazoo Racing   | Campeonato Mundial de Resistencia de la FIA |
| 2020    | Mike Conway Kamui Kobayashi José María López       | Toyota TS050 Hybrid     | Toyota Gazoo Racing   | Campeonato Mundial de Resistencia de la FIA |
| 2021    | Sébastien Buemi Kazuki Nakajima Brendon Hartley    | Toyota GR010 Hybrid     | Toyota Gazoo Racing   | Campeonato Mundial de Resistencia de la FIA |
| 2022    | Mike Conway Kamui Kobayashi José María López       | Toyota GR010 Hybrid     | Toyota Gazoo Racing   | Campeonato Mundial de Resistencia de la FIA |

## Estadísticas

### Constructores con más títulos
| Núm. | Constructor | Victorias | Años                                           |
| ---- | ----------- | --------- | ---------------------------------------------- |
| 1    | Toyota      | 8         | 2013, 2014, 2017, 2019, 2020, 2021, 2021, 2022 |
| 2    | Audi        | 2         | 2012, 2016                                     |
| 3    | Porsche     | 1         | 2015                                           |